# Miconia tinifolia
Miconia tinifolia är en tvåhjärtbladig växtart som beskrevs av Charles Victor Naudin. Miconia tinifolia ingår i släktet Miconia och familjen Melastomataceae.
Artens utbredningsområde är Venezuela.

## Underarter
Arten delas in i följande underarter:
- M. t. roraimensis
- M. t. caudata
- M. t. parvifolia